# Партия Народного движения
Партия Народного движения (рум. Partidul Mișcarea Populară, ПМП) — политическая партия в Румынии. Была создана в качестве организации в марте 2013 года сторонниками президента Траяна Бэсеску после его разрыва с руководством Демократической либеральной партии. Была преобразована в политическую партию в июле 2013 года и зарегистрирована 29 января 2014 года.
ПМП идентифицирует себя как Христианско-демократическая и либеральная. Новым председателем партии в июне 2014 года была избрана бывший министр регионального развития и туризма и соратница Бэсеску Елена Удря. Другие известные члены — бывший министр культуры Теодор Палеологу, бывший министр иностранных дел Теодор Баконски, бывший министр образования Даниэль Фунейру, член Европейского парламента (MEP) Кристиан Преда, депутат Европарламента Елена Бэсеску, бывший министр иностранных дел и глава президентской администрации Кристиан Диаконеску.
В 2014 году на выборах в Европейский парламент партия набрала 6,2 % голосов и 2 из 32 мест от Румынии. Её представители Зигфрид Муресан и Кристиан Преда присоединились к Христианско-демократической группе Европейской Народной партии, хотя Преда был исключен из партии 12 сентября 2014 года. В дальнейшем ПМП стала полноправным членом Европейской Народной партии.
В 2014 году на президентских выборах Партия народного движения выдвинула Елену Удря. Она была также поддержана Христианско-демократической национал-цэрэнистской партией (PNȚCD). С 5,2 % голосов избирателей Елена Удря заняла четвёртое место и не вышла во второй тур. Партия обратилась к своим избирателям с просьбой поддержать Клауса Йоханниса из Национальной либеральной партии (НЛП) во втором туре выборов президента.
12 июля 2016 года Траян Бэсеску заявил, что Национальный союз за прогресс Румынии объединится с ПМП 20 июля 2016 года.

## Известные члены
- Кодряну, Константин — румынский депутат, кандидат в мэры Кишинёва.
- Теодор Палеологу — бывший министр культуры.
- Теодор Баконски — бывший министр иностранных дел.
- Даниэль Фунейру — бывший министр образования.
- Кристиан Преда — член Европейского парламента (MEP).
- Елена Бэсеску — депутат Европарламента.
- Кристиан Диаконеску — бывший министр иностранных дел и глава президентской администрации.